# Silene dirphya
Silene dirphya är en nejlikväxtart som beskrevs av Werner Rodolfo Greuter och Burdet. Silene dirphya ingår i släktet glimmar, och familjen nejlikväxter. Inga underarter finns listade i Catalogue of Life.